# Хотиненко, Илья Владимирович
Илья́ Влади́мирович Хотине́нко (род. 15 ноября 1972, Свердловск, Свердловская область, РСФСР, СССР) — российский кинорежиссёр, сценарист, актёр, продюсер, кинооператор.
Член Гильдии кинорежиссёров России.

## Биография
Илья Хотиненко родился 15 ноября 1972 года в городе Свердловске. Отец — Владимир Иванович Хотиненко (род. 20 января 1952), советский и российский кинорежиссёр, актёр, сценарист, педагог, Народный артист Российской Федерации (2010).
В 1994 году Илья поступил на режиссёрский факультет Всероссийского государственного института кинематографии имени С. А. Герасимова (ВГИК) в мастерскую авторского телевизионного кино Алексея Евгеньевича Габриловича; в 1996 году перевёлся на курс режиссуры игрового кино под руководством своего отца, Владимира Ивановича Хотиненко. Учился платно, оценки ему ставила кафедра. Во ВГИКе не доучился — понял, что пора вступать в профессию, и начал снимать кино.

### Личная жизнь
- Первая жена (2000 — 2019) — Анна, родом из Пскова, художник, работает в кинематографе художником-постановщиком[4]. Поженились в 2000 году[2][5].
  - Сын — Серафим Ильич Хотиненко (род. 2000)[2][5].
  - Сын — Иван Ильич Хотиненко (род. 2002)[2][5].
  - Дочь — Фёкла Ильинична Хотиненко (род. 2003)[2][5].
- Вторая жена (2019 — 2020) — Екатерина, актриса.
- Третья жена (2022 по наст. вр.) Святослава Сагунова, режиссер, актриса.

## Фильмография

### Режиссёр
- 1998 — «Почему ты меня любишь?» (короткометражный)
- 1999 — «Новости»
- 2000 — «Лицо французской национальности»
- 2002 — «Одиссея. Год 1989» («Умняк»)
- 2003 — «Золотой век»
- 2005 — «Зови меня Джинн»
- 2007 — «Контракт на любовь»
- 2008 — «Ясновидящая»
- 2009 — «Байкер»
- 2009—2010 — «Супруги» (серии «Партия в шахматы», «Врачебная ошибка», «Журналистское расследование», «Шерше ля фам»)
- 2011 — «Важняк. Игра навылет»[6]
- 2012 — «Отель „Президент“»
- 2013 — «Любовь из пробирки»
- 2013 — «Кто-то теряет, кто-то находит»
- 2013 — «Гнездо Кочета»
- 2014 — «Поиски улик»[4]
- 2014 — «7 футов под килем»
- 2014 — «Варяг»
- 2015 — «Капкан для звезды»
- 2015 — «Любовь вне конкурса»
- 2017 — «Три в одном»
- 2017 — «Три в одном 2»
- 2018 — «Подъём с глубины»
- 2018 — «Три дня на любовь»
- 2018 — «Семейное дело»
- 2018 — «Три в одном 3»
- 2018 — «Три в одном 4»
- 2019 — «Озноб»
- 2019 — «Три в одном 5»
- 2019 — «Три в одном 6»
- 2019 — «Три в одном 7»
- 2019 — «Три в одном 8»
- 2020 — «Настоящее будущее» (киноальманах)
- 2020 — «Жизнь под чужим солнцем»
- 2020 — «Психология преступления. Эра стрельца»
- 2020 — «Психология преступления. Смерть по сценарию»
- 2021 — «Психология преступления. Чёрная кошка в тёмной комнате»
- 2021 — «Психология преступления. Ничего личного»
- 2021 — «Психология преступления. Дуэль»
- 2021 — «Асфальтовое солнце»
- 2024 — «Кинопленка N8»
- 2025 — «Гром»
- 2025 — «Чучело»
- 2025 — «Тайна римских цифр»

### Сценарист
- 1998 — «Почему ты меня любишь?» (короткометражный)
- 1999 — «Новости»
- 2002 — «Одиссея. Год 1989» («Умняк»)

### Актёр
- 1999 — «Новости» — эпизод
- 2000 — «Лицо французской национальности» — эпизод
- 2003 — «Золотой век» — эпизод
- 2017 — «Тебе на „С“» (короткометражный) — эпизод
- 2021 — «Психология преступления. Чёрная кошка в тёмной комнате» — Денис

### Продюсер
- 1999 — «Новости»

### Оператор
- 1998 — «Почему ты меня любишь?» (короткометражный)